# Notocrambus holomelas
Notocrambus holomelas är en fjärilsart som beskrevs av Turner 1922. Notocrambus holomelas ingår i släktet Notocrambus och familjen Crambidae. Inga underarter finns listade i Catalogue of Life.